# Jarana jarocha

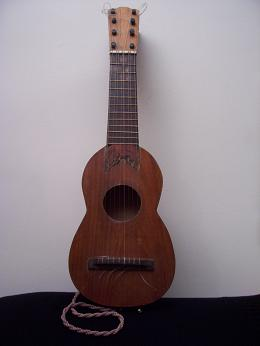
A Jarana Jarocha.

Jarana jarocha é um instrumento musical de 8 cordas, da região sul do estado de Veracruz, México. É feito a partir de uma peça única de cedro vermelho ou cedro de San Juan